# Théorème de Meyers-Serrin
En analyse fonctionnelle, le théorème de Meyers (de)-Serrin concerne l'équivalence de deux définitions des espaces de Sobolev.

## Définitions préalables
Les notations sont celles de l'article espace de Sobolev.
Soit Ω un ouvert quelconque (non vide) de ℝn. 
Deux concepts qui sont souvent utilisés dans la théorie des équations aux dérivées partielles et le calcul des variations sont les espaces H et les espaces W. 
Plus précisément, si m est un entier naturel, p un réel tel que 1 ≤ p < ∞ et α est un multi-indice
- Wm,p(Ω) est l'espace de Sobolev :

muni de la norme : 
où 
Dαu est une dérivée partielle de u au sens des distributions et
{\displaystyle \|.\|_{\mathrm {L} ^{p}}} désigne la norme de l'espace de Lebesgue Lp(Ω).
- Hm,p(Ω) est l’adhérence dans Wm,p(Ω) de C∞(Ω) ∩ Wm,p(Ω) ou encore le complété de l'espace vectoriel normé

avec
où 
Dαu est une dérivée partielle de u au sens classique (u ∈ C∞(Ω)).

## Remarque
Avant la publication de ce théorème, l'égalité H = W était démontrée pour des  ouverts Ω particuliers (satisfaisant à certaines propriétés de régularité).